# Jesús Sepúlveda
Pour les articles homonymes, voir Sepulveda.
Jesús Sepúlveda Recio, né le 26 septembre 1954, est un homme politique espagnol.

## Carrière
Membre du Parti populaire, il est maire de Pozuelo de Alarcón (2003-2009) avant d'être impliqué dans l'Affaire Gürtel ,.
Selon la justice espagnole « M.Sepulveda a touché des commissions en lien avec ses fonctions de sénateur et de maire et son rôle pour l'attribution de contrats publics, encaissées en liquide et en nature ».